# Appendicularia (Melastomataceae)
Pour l’article homonyme, voir Appendicularia pour la classe animale.
Genre
Appendicularia est un genre de plantes à fleurs de la famille des Melastomataceae dont les espèces sont originaires du nord de l'Amérique du Sud.

## Liste d'espèces
Selon The Plant List (20 juin 2014) et Tropicos (20 juin 2014) :
- Appendicularia thymifolia (Bonpl.) DC.

Selon Plants of the World online (POWO) (7 aout 2024) :
- Appendicularia pullei (Gleason) M.J.Rocha & P.J.F.Guim.
- Appendicularia subglabra (Wurdack) M.J.Rocha & P.J.F.Guim.
- Appendicularia thymifolia (Bonpl.) DC.